# Доча (Пистоја)
Доча је насеље у Италији у округу Пистоја, региону Тоскана.
Према процени из 2011. у насељу је живело 89 становника. Насеље се налази на надморској висини од 95 м.